# Melcher Ekströmer (socialantropolog)
Se även riksdagsmannen Melcher Ekströmer (född 1835).
Lars Johan Melcher Ekströmer, född 21 juli 1940 i Stockholm, död 17 augusti 2009 i sitt hem i Billinge, Skåne län, var en svensk universitetslektor i socialantropologi vid Lunds universitet, och var under sina sista 26 år i livet bosatt i Billinge i Skåne. Han efterlämnade sönerna Klas, Fredrik och Felix.
Ekströmer var fil.mag. i litteraturhistoria och nordiska språk. Han var lektor i svenska språket och litteraturen vid Jagellonska universitetet i Kraków 1969–1971 som den förste utskickade representanten från Svenska Institutet till Polen sedan andra världskriget. Efter lektoratet utbildade han sig till kock, arbetade på Tysklandsfärjorna och blev därefter intendent vid rederiet Lion Ferry i Halmstad 1974–1982.
År 1982 påbörjade han en andra grundutbildning som socialantropolog i Lund och disputerade 1991. Han var studierektor under utbyggnaden av den socialantropologiska avdelningen på institutionen för sociologi i Lund och skrev en banbrytande lärobok, Kritisk medicinsk antropologi. Han prisbelönades som föreläsare vid Lunds universitet. 
Ekströmer medarbetade även på 1990-talet i högskoleverkets kvalitets- och resursrapport Grundbulten under ledning av universitetsrektor Håkan Westling.